# Čornomors'ke (oblast' di Odessa)
Čornomors'ke (in ucraino Чорноморське?) è un insediamento rurale ucraino (6730 abitanti) nel distretto di Odessa, nell'oblast' di Odessa. Ospita l'amministrazione della comunità territoriale di Čornomors'ke, una delle comunità territoriali dell'Ucraina.
Fino al 18 luglio 2020 Čornomors'ke apparteneva al distretto di Lyman, abolito come parte della riforma amministrativa dell'Ucraina, che ha ridotto a sette il numero dei distretti dell'oblast' di Odessa. L'area del distretto di Lyman è stata suddivisa fra il distretto di Odessa e il distretto di Berezivka. L'insediamento di Čornomors'ke è stato fuso nel distretto di Odessa.
Fino al 26 gennaio 2024 Čornomors'ke era classificata come insediamento di tipo urbano. Da tale data è entrata in vigore una nuova legge che ha abolito questo status e Čornomors'ke è stata riclassificata come insediamento rurale,
Fondato come villaggio di pastori nel 1802 con il nome di Čabanka (in ucraino Чабанка?), nel 1945 venne rinominato Hvardijs'ke (in ucraino Гвардiйське?), prima di ricevere la denominazione attuale nel 1978. È sede della 28ª Brigata meccanizzata "Cavalieri della Campagna Invernale" dell'esercito ucraino.